# Demetrio de Alejandría

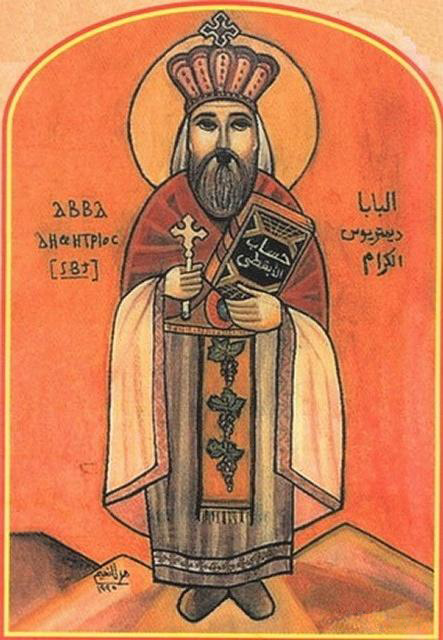

Demetrio de Alejandría fue el duodécimo obispo de esta ciudad, entre los años 189 a 232, lo que lo hace tener un episcopado de 43 años, el más extenso hasta ese momento. Sexto Julio, quien visitó Alejandría en tiempos de Demetrio, dice que este fue hecho obispo en el quinto año del gobierno de Cómodo, por su parte, Eusebio de Cesarea sitúa este hecho hacia el décimo año del gobierno de Septimio Severo, lo cual parece ser una equivocación.
La Enciclopedia Católica considera que «Demetrio es el primer obispo de Alejandría de quien algo nos es conocido». Según Jerónimo de Estridón, antes de la ascensión de Demetrio a la sede de Alejandría, este envió a Panteno a una misión a la India, y probablemente nombró a Clemente como su sucesor al frente de la Escuela catequística de Alejandría. Cuando Clemente se retiró, hacia el año 203, le sucedió Orígenes.
| Predecesor: Juliano | Obispo de Alejandría 189 – 232 | Sucesor: Heraclas |

- Datos: Q559194
- Multimedia: Demetrius / Q559194